# Atachia
Atachia is een geslacht van vlinders van de familie grasmineermotten (Elachistidae).

## Soorten
- A. bilbaensis Rebel, 1893
- A. pigerella (Herrich-Schäffer, 1854)